# Annamaria Serturini
Annamaria Serturini (* 13. Mai 1998 in Alzano Lombardo) ist eine italienische Fußballspielerin.

## Karriere

### Klub
Sie begann ihre Karriere 2014 bei Brescia CF und wechselte von hier im Jahr 2017 zu Pink Bari CF. Seit der Saison 2018/19 ist sie für die AS Rom aktiv.

### Nationalmannschaft
Mit der italienischen U17 nahm sie Ende 2013 an der Europameisterschaft teil, wo sie es mit ihrer Mannschaft auf den dritten Platz schaffte. So folgte im nächsten Frühjahr dann auch ihre Teilnahme an der Weltmeisterschaft 2014, wo sie wieder mit ihrem Team den dritten Platz erreichte. Weiter ging es dann im nächsten Jahr mit der U19 mit Spielen bei der Qualifikation zu deren Europameisterschaft im Jahr 2017, bei der Endrunde kam sie auch wieder in allen Spielen zum Einsatz.
Am 18. Januar 2019 kam sie dann zu ihrem ersten bekannten Einsatz für die A-Nationalmannschaft. Bei einem 2:1-Freundschaftsspielsieg über Chile wurde sie in der fünften Minute der Nachspielzeit für Valentina Giacinti eingewechselt. Nach weiteren Freundschaftsspielen war sie dann auch beim Algarve-Cup 2019 dabei. Es folgte ihre Nominierung für den Kader bei der Weltmeisterschaft 2019. Dort kam sie dann bei der 0:2-Niederlage im Viertelfinale gegen die Niederlande zu ihrem WM-Debüt. Mit ihrer Nominierung im Alter von 20 Jahren wurde sie zur jüngsten italienischen WM-Spielerin in der Geschichte.
Davor und danach war sie dann auch in der Qualifikation für die Weltmeisterschaft 2023 aktiv. Für die EM 2022 wurde sie nicht nominiert.
Am 2. Juli 2023 wurde sie dann schließlich für den finalen Kader bei der Weltmeisterschaft 2023 nominiert. Dort kam sie im zweiten Gruppenspiel, bei einer 0:5-Niederlage gegen Schweden, dann auch mit einer Einwechslung in der 59. Minute für Barbara Bonansea zu ihrem Turnier-Debüt.
Am 24. Juni 2025 wurde sie für den EM-Kader nominiert.

## Erfolge
- Team des Jahres der Serie A: 2021